# Чоловічі студії
Чоловічі студії (Men's studies) — вивчення чоловіків і маскулінності у міждисциплінарному академічному полі, присвяченим темам, що стосуються чоловіків, маскулінності, фемінізму, гендеру та політики, економіки та громадського здоров'я.

## Історія
Розвиток чоловічих студій, як академічної дисципліни, розпочався у 1970-тих роках, ці студії пов'язані з розвитком гендерних та феміністичних студій. Найвідомішими дослідниками, які працювали у напрямку чоловічих студій є: Майкл Кіммел, Дональдом Бел, Майкл Месснер, Джеф Херн, Ігор Кон. Фундаментальним поняттям, яке фігурує у чоловічих студіях є маскулінність. Маскулінність — це поняття, що означає соціально сконструйовані очікування стосовно поведінки чоловіків у певній культурі чи субкультурі в певний час.

## Маскулінність
Маскулінність стосується не лише очікувань щодо поведінки чоловіків, а також переживань, уявлень та стилю соціальної взаємодії, які демонструють чоловіки. Акцент у чоловічих дослідження не на тому щоб шукати відмінності між чоловіками та жінками, а на відмінностях у середині групи чоловіків. Виходячи з такого акцентку, в аналізі був зроблений акцент на множинності маскулінностей на існуванні різних моделей маскулінності, які знаходяться в конфлікті.
Для більшості чоловіків головною референтною групою залишаються чоловіки і чоловічі спільноти, які служать еталоном для самооцінки і приналежність до яких підтверджує власну маскулінність. Тому розуміння механізму конструювання «нормативної маскулінності» можливе через групового габітусу, а не індивідуального. У сучасному західному світі існує код нормативної маскулінності, який дозволяє зрозуміти, що таке "маскулінність в головах " чи ідеальна модель. Майкл Кіммел узагальнив чоловічий код через такі девізи:  «хлопчики не плачуть», «краще бути безрозсудним, ніж сумним», «приймай все як чоловік», «розмір має значення», «не зупиняйся, щоб уточнити напрям», «пай-хлопчики приходять до фінішу останніми», «дружба важливіше баб».

## Парадигмимаскулінності
Дослідники виділяють різні парадигми маскулінності, зокрема: біологічна, соціально-психологічна і постмодерністська. Прихильники біологічного детермінізму пояснюють поведінкові і психологічні відмінностей між чоловіками опираючись на теорії біологічного детермінізму, вони акцентують увагу  на існування відповідних відмінностей між самцями і самками будь-якого біологічного виду.
Біологічні пояснення відмінностей між статями підживлювалися ідеями еволюційних теорій. З точки зору біологічного підходу у процесі еволюції існує статевий диморфізм, тобто розрізняються дві категорії людей — чоловіки та жінки. Чоловікам властиві фізична агресія, незалежність і інструментальний підхід до вирішення проблем. Жінкам властиві — пасивність, схильність до співпраці, емоційна залежність і схильність до турботи. Наукових доказів такої позиції не має, дослідження не підтверджують такі позиції. Характеристик, за якими чоловіки і жінки схожі більше ніж тих, за якими вони відмінні. Також біологічний детермінізм не бере до уваги того, що не всі народжуються «хлопчиками» або «дівчатками» адже можлива також ситуація коли індивід народжується «гермафродитом».
Соціально-психологічна теорія має повну назву — соціально-психологічна теорія «Я» ідентичності маскулінності. Ці два підходи мають як схожий підхід так і відмінності. Їх схожість полягає у тому, що вони роблять акцент на когнітивних процесах. Психологічні теоретики вважають, що соціальне пізнання сприяє формуванню у індивіда організованих схем, заснованих на категорії статі, але це  не означає визнання існування біологічної ідентичності. Діти формують схеми і засвоюють сприйняття інших і себе самих за допомогою процесу соціалізації. Соціологічні теорії стверджують, що соціальні зв'язки, частиною яких є індивід, впливають на ті ролі, які він виконує по відношенню до інших людей (тобто визначаються ролями, виконуваними іншими людьми). Загальне уявлення про себе формується за допомогою того, що індивід бачить себе таким, яким, на його думку, бачать його інші, або за допомогою «прийняття ролі». «Ідентичність — це внутрішнє переживання, що складається з інтерналізованих знань і очікувань, пов'язаних з роллю» В той час як «Я» є більш стабільним конструктом, що розвиваються протягом життя, ідентичності часто змінюються в залежності від конкретних соціальних умов або контексту.  
Постмодерністи висувають тезу про існування множинних маскулінностей, що конструюються і репрезентуються виключно у конкретному культурному контексті. У межах цих конструктивістських підходів маскулінність більше не трактують як єдину і постійну величину, розглядаючи її як рухливу та мінливу множинність.

## Гендерний порядок у сучасному світі
У сучасному світі відбуваються глобальні зміни, зокрема це стосується і змін у гендерному порядку. Мова іде про руйнування традиційної системи розподілу праці та відносини влади між чоловіками та жінками. В період до індустріальних та індустріальних часів чоловіки та жінки завойовували прихильність один одного, суперником чоловіка був інший чоловік, а суперницею жінки інша жінка. Сьогодні ця ситуація змінилася, тепер чоловіки та жінки конкурують між собою у сфері суспільних відносин. Джерелом зміни, які ламають традиційний гендерний порядок більшою мірою є саме жінки, а не чоловіки. Так склалося через те, що загалом будь-які соціальні зміни здійснюються тими, хто в них зацікавлений і тими хто відчуває пригніченість. Відповідно саме жінки довгий час були позбавлені багатьох прав, які мали чоловіки і це ставило їх у позицію підпорядкування чоловіків. Основними тенденціями змін таких стосунків між чоловіками та жінками є:
1.    Руйнування традиційного розподілу праці, послаблення поляризації між чоловіками та жінками у сфері зайнятості.
2.    Жінки зрівнюються з чоловіками за рівнем освіти, від якого залежить як майбутня кар'єра жінок так і соціальні можливості
3.    Чоловіки втрачають монополію на політичну владу, збільшується представництво жінок у владних структурах. Зокрема це пов'язано з тим що жінки отримали право голосу.
4.    У сучасному шлюбі прослідковується зростання рівня рівноправ'я між чоловіком та жінкою.
5.    Відбувається часткова руйнація в соціокультурних стереотипах маскулінності і фемінності. Багато соціально важливих рис вважаються гендерно-нейтральними.
6.    Чоловіки орієнтуються не лише на свої групові очікування, а й на жіночі, зокрема у емоційній складовій.
7.    Ускладнюються взаємостосунки між чоловіками, чоловічі стосунки продовжують залишатися ієрархічними та конкуруючими.
8.    Відбувається вирівнювання чоловіків та жінок у сексуальних стосунках.

## Маскулінні та фемінні культури
Хофстаде виділяє два типи культур у суспільстві — маскулінні та фемінні і вказує на їх значні відмінності, які стосуються не лише стосунків між статями. Ці дві різні культури мають відображення на тому як у суспільстві функціонують: школа, сім'я, політика робота, а також сексуальність. Акцент цього підходу не на відмінностях між індивідами, а на відмінностях між культурами.
Ціннісними орієнтаціями маскулінних культур є: оцінка особистих досягнень, високій соціальний статус є доказом успішності, демонстрація успіху підтримується суспільством, невдачі засуджуються, мислення переважно раціональне, у сімейних стосунках розподіл ролей базується на турботі про самоповагу.
Ціннісними орієнтаціями ремінної культури є: необхідність консенсусу, турбота про інших схвалюється суспільством, важливість почуття інших індивідів, високо цінується прояв скромності, мислення тяжіє до інтуїтивного, важливим є приналежність до певної групи.
Орієнтація на маскулінність чи фемінність часто є у межах однієї країни, тобто не існує культури яка має лише маскулінні чи фемінні ціннісні орієнтації. Такі два види ціннісних орієнтацій є історично зумовленими, але вони можуть змінювати у залежності від соціально-політичних обставин.

## Криза маскулінності
Тетяна Бурейчак визначає панівне традиційне визначення гегемонної маскулінності, для якої характерне прагнення домінування, орієнтація на роботу, демонстрація фізичної переваги та брак емоційного компоненту.
Існує два поняття кризи «чоловіки у кризі», що є тим самим як криза ідентичності, та «криза маскулінності», яке є наслідком змін панівних соціальних уявлень про гегемонну маскулінність.
Т. Бурейчак виділяє такі три основні перспективи розуміння феномену кризи маскулінності — історичну, есенціалістську  та критичну.

#### Історичний підхід
Історичний підхід розглядає кризу маскулінності як нове явище, що виникло з середини 19 століття спричинене соціальними змінами, зокрема, у сфері праці, сімейній сфері та соціальних канонах зовнішності мали найбільший вплив, що спричинило до внутрішніх протиріч у чоловіків, адже гегемонна маскулінність включає в себе такі характеристики, які суперечать сучасним змінам, що викликає фрустрацію та деструктивну поведінку. Підхід зосереджується на втраті ключових позицій чоловіків на яких вони домінували протягом довгого історичного періоду.

#### Есенціалістськийпідхід
Есенціалістський підхід базується на протилежному погляді до цього явища. Криза існувала завжди та має тенденцію актуалізуватися у певні історичні періоди. Гегемонна маскулінність має такі принципи дотримання яких(вдало та невдало) в багатьох випадках спричиняє деструктивну поведінку та депресивні настрої серед чоловіків. Е.Томсон та Дж. Плек виділяють три основних чинники за якими визначається традиційна структура рольових очікувань щодо чоловіків:
- Нормою статусу;
- Нормою твердості;
- Нормою антижіночності.

Кожен з них передбачає набір певних установок, яких має дотримуватися кожен «справжній» чоловік, але не у всіх це виходить, що призводить до відчуття фрустрації та невпевненості, проте дотримання цих установок має також ряд проблем, таких як проблеми з фізичним та з психічним здоров'ям.

#### Критичний підхід
І останній критичний підхід передбачає сумніви у існуванні цього феномену посилаючись на відсутність підстав актуалізувати це питання. Дж. МакІннес розглядає маскулінність як соціальний конструкт та винахід модерності, оскільки лише в цей історичний період сформувалися такі поняття як фемінність та маскулінність. Його пояснення ґрунтуються на тому, що маскулінність — це не властивість, не характерна риса і не аспект ідентичності індивідів, цей термін був створений для пояснення пануючого становища чоловіків. Він зазначав, що кінець маскулінності це відсутність асоціацій з цим поняттям влади. Заперечення кризи аргументуються тим, що підстав для кризи є небагато, адже чоловіки й надалі накопичують ресурси та владу більше ніж жінки.

Перші два підходи мають діалектичний характер, історичний підхід розглядає кризу як недостачу влади, а есенціалістський як її надлишок. Критичний підхід спирається на те, що це явище має мало спільного з реальністю.
На думку І.Кона гегемонна маскулінність передбачає собою прагнення чоловіка на досягнення «чогось». Це «щось» у кожному суспільстві відрізняється, але завжди високо цінується. Вивчаючи маскулінність існували думки, що існує лише недостача маскулінності (гіпомаскулінність), проте при детальнішому вивчені гіпермаскулінності виявилося, що в них існують протиріччя. Проблематика є в тому, що чоловіки відчувають стрес не тільки коли не можуть підтримувати ці стандарти, але й коли виконують цю «справжню» чоловічу роль. Автор наводить приклади в історичній перспективі як гегемонна маскулінність існувала з давніх часів, що підтверджує думку про її відтворення самим суспільством, а не тим що це є тільки природними особливостями чоловіків. В різних культурах є різні методи досягти цього ідеалу «справжнього» чоловіка, проте основний принцип гегемонної маскулінності складається в тому, що чоловіки прагнуть досягати успіхів, бути кращими від інших, зокрема інших чоловіків.
І. Кон вказує на те, що гегемона маскулінність не належить лише одному індивіду, а що вона є соціокультурним каноном на який орієнтуються чоловіки навіть коли їх певні особисті характеристик не відповідають цьому канону. Коли мова йде про чоловіче здоров'я варто брати до уваги, що чоловіки зважаючи на те, що вони схильні приховувати біль та заперечувати хвороби можуть довести їх до хронічних захворювань, адже стереотипно вони створюють образ сильного чоловіка-мачо якому не потрібна допомога. Також автор зазначає що гегемонна маскулінність має негативний вплив на чоловіків, коли мова йде про першість чоловіків у всьому, тобто у постійній погоні за першістю у чоловіків може посилюватись депресія та соціальна апатія.

## Типи маскулінностей за Р. Коннел
Р.Коннелл пропонує розрізняти 4 типи маскулінностей: «гегемонна», «підпорядкована», «співучасницька» і «маргіналізована».

#### Гегемонна маскулінність (hegemonic masculinity)
Згідно Коннелл, гегемонна маскулінність є конфігурацією гендерної практики, яка втілює допустиму відповідь на питання легітимації патріархату, що гарантує панування чоловіків і підлегле становище жінок.
Гегемонна маскулінність не існує автономно від трьох інших типів маскулінностей. Стосовно трьох інших маскулінностей вона вибудовується як ідеал, недосяжний для більшості чоловіків.

#### Підпорядкована (залежна) маскулінність (subordinated masculinity)
У західній культурі прикладом підпорядкованої маскулінності є гомосексуальна маскулінність, що знаходиться під гнітом геґемонної моделі. Сексуальне бажання чоловіків, спрямоване на осіб однієї з ними статі, підриває інститут гетеросексуальності. Гетеросексуальное бажання підтримує задану структуру бінарних опозицій і відтворює систему владної ієрархії, з якої виключаються категорії, які виступають маргінальними в рамках офіційного дискурсу.

#### Співучасницька маскулінність (complicit masculinity)
Як було зазначено вище, гегемонна маскулінність є культурним ідеалом маскулінності. Співучасницька маскулінність є найбільш типовою формою прояву маскулінності, властивою для більшості чоловіків, що виражають конформне ставлення до пануючої нормативної маскулінності. Співучасницька маскулінність займає комфортну позицію знаходження в тіні гегемонної маскулінності, що дозволяє користуватися її плодами у вигляді так званого «патріархатного дивіденду». Згідно Коннелл, патріархальними дивідендами є привілеї, які добуваються чоловіками з глобального патріархатного гендерного порядку, котрий витісняє жінок на периферію функціонування гендерної системи. Патріархальні дивіденди конвертуються у престиж, успіх, повагу, матеріальні блага, фінансову незалежність, що базуються на існуючій між чоловіками і жінками нерівності.

#### Маргіналізована маскулінність (marginalized masculinity)
Якщо всі три описані вище типи маскулінностей (гегемонна, підпорядкована, співучасницька) визначені відносинами усередині гендерного порядку, то даний тип маскулінності конструюється на перетині гендеру з іншими структурами, такими як клас і раса. Маргіналізована маскулінність — це статус, який займає чоловік, за належністю до суспільно визначених нижчих шарів соціуму або етнічно стигматизованих груп, якими, наприклад, є афроамериканці, іммігранти, тощо.

## Чоловічий рух
Men's Movement (укр. «Чоловічий рух»)  - це соціальний рух, що складається з груп і організацій чоловіків, їх союзників, які зосереджуються на гендерних питаннях. Незважаючи на термін «чоловічий рух», що передбачає єдиний, уніфікований рух, рух чоловіків — це фактично кілька рухів, які мають різні і часто протилежні цілі. Їхня діяльність охоплює проведення та підтримку громадських акцій, конференцій, допомогу цільовим групам, правозахисні акцій та інше.
Можна виділити кілька основних напрямків чоловічих рухів: визвольний рух чоловіків, профеміністичний чоловічий рух, рух міфопоетичних чоловіків, рух за чоловічі права і рух християнських чоловіків. Рух існує переважно в західному світі і виник у 1960-х і 1970-х роках.

### Профеміністичний чоловічий рух
Профеміністичний чоловічий рух виник з чоловічого визвольного руху в середині 1970-х років. Перша конференція профеміністичних проходила в Теннессі в 1975 році, була однією з перших організованих заходів профеміністських чоловіків у Сполучених Штатах. Профеміністичні чоловіки поставили під сумнів культурний ідеал традиційної маскулінності.
Вони часто стверджують, що соціальні очікування і норми змушують чоловіків до жорстких гендерних ролей, обмежують здатність чоловіків виражати себе, і обмежують їх вибір поведінці, що вважається соціально прийнятною для чоловіків. Більше того, профеміністичні чоловіки прагнуть знищити сексизм і дискримінацію жінок. Вони виступають разом з феміністками з різних питань, включаючи поправки щодо рівних прав, репродуктивні права, закони проти дискримінації зайнятості, доступний догляд за дітьми та припинення сексуального насильства щодо жінок. У більшості районів західного світу є про-феміністичні чоловічі групи. Діяльність про-феміністичних чоловічих груп включає виховну роботу з хлопчиками та з молодими чоловіками в школах, проведення семінарів із запобігань сексуальних домагань на робочих місцях, проведення громадсько-просвітницьких кампаній і консультування чоловіків-винуватців насильства.
Рух HeForShe (укр. «Він за Неї») або Рух ООН солідарності жінок за гендерну рівність (англ. UN Women Solidarity Movement for Gender Equality) — міжнародна кампанія із досягнення гендерної рівності та захисту прав жінок, започаткована організацією ООН-Жінки. Ця кампанія діє методом залучення хлопців і чоловіків як агентів змін, які борються проти негативних наслідків гендерної нерівності якої зазнають дівчата та жінки.

### Рух за права чоловіків
Рух за права чоловіків відійшов від чоловічого визвольного руху в середині-кінці 1970-х років. Він зосереджувався на питаннях сприйняття дискримінації та нерівності чоловіків. Рух за права чоловіків був залучений до різноманітних питань, пов'язаних з правом (включаючи сімейне право, батьківство, відтворення та домашнє насильство), державні послуги (включаючи освіту, військову службу та мережі соціальної безпеки). Науковці описували рух за права чоловіків або частини руху як негативну реакцію на фемінізм.
Претензії та заходи, пов'язані з рухом чоловічих прав, піддавалися критиці та були названі ненависними та насильницькими. У 2018 році Юридичний центр «Південна бідність» класифікував деякі групи прав чоловіків як частину ідеології ненависті під егідою патріархату і чоловічого панування. Рух і сектори руху були описані як зловмисні,, і сприйнятий недолік, який відчувають деякі чоловіки, стверджується, як часто через втрату права та привілеїв.
Рух за права батька є частиною руху за права людини. Його членів цікавлять, перш за все, питання, пов'язані з сімейним правом, включаючи опіку над дитиною та аліменти, які впливають на батьків та їх дітей.

### Чоловічий визвольний рух
Філософія чоловічих визвольних рухів критично відносяться до обмежень, які суспільство накладає на чоловіків. Активісти, як правило, симпатизують феміністським позиціям і дуже зацікавлені в деконструкції негативних аспектів чоловічої ідентичності та маскулінності, які не слугують для опису історій і життя всіх чоловіків.
Визволення чоловіків не слід плутати з різними рухами, такими як рух за права людини, де деякі стверджують, що сучасний фемінізм зайшов занадто далеко, і додаткову увагу слід приділяти правам чоловіків. Чоловічий визвольний рух підкреслює шкоду, якої зазнають чоловіки через деякі негативні прояви «традиційної» маскулінності; рух за права чоловіків в основному пов'язаний з нерівним або несправедливим ставленням до чоловіків сучасних інституцій через, або, незважаючи на ці характерні риси традиційної маскулінності.

### Рух міфопоетичних чоловіків
Рух міфопоетичних чоловіків — рух, основним об'єктом діяльності якого були самодопомога та проведення терапевтичних семінарів та відступів для чоловіків, які здійснювалися різними організаціями та авторами в Сполучених Штатах з початку 1980-х до 1990-х років. Термін міфопоетичний був придуманий професором Шепардом Блай, на відміну від терміну «Нью-ейдж чоловічий рух».
Міфопоетичний рух прийняв загальний стиль психологічної самодопомоги, натхненний роботами Роберта Блай, Роберта Джонсона, Джозефа Кемпбелла та інших. Метою цих заходів було сприяння більш глибокому розумінню сил (таких як індустріалізація), які впливають на роль чоловіків у сучасному суспільстві і як ці зміни впливають на поведінку, самосвідомість та ідентичність.
Групи, сформовані під час міфопоетичного руху чоловіків, зазвичай уникали політичної та соціальної пропаганди на користь терапевтичних семінарів та релігійних практик, часто виконуючи ритуали корінних американців, такі як гра на барабанах, співи та пітні ложі. Ці ритуали були організовані для сприяння особистому зростанню учасників (найчастіше чоловіків середнього класу, середнього віку) з наміром об'єднання духовно із втраченою чоловічою ідентичністю або внутрішнім «Я». Найбільш відомим текстом цього руху був Залізний Джон: книга про чоловіків поета Роберта Блай, який стверджував, що «чоловіча енергія» була розбавлена через сучасні соціальні інститути, такі як феміністичний рух, індустріалізація і відділення батька від сімейного життя через роботу поза домом. Блай закликав чоловіків відновити доіндустріальну концепцію маскулінності через духовне товариство з іншими чоловіками в зборах лише для чоловіків.
Іноді помилково називають просто чоловічим рухом, що набагато ширше, оскільки міфопоетичний рух найвідоміший через проведення ритуалів, що відбуваються під час їхніх зборів. Незважаючи на те, що на початку 1990-х років більшість перестали практикувати цей рух, він продовжується в проекті «ManKind» і підтримується деякими незалежними психологами або тими, хто проводить духовні практики.

## Чоловічі рухи в Україні
В Україні теж виникають чоловічі рухи, метою яких є забезпечення гендерної рівності, опіка інститутом сім'ї, забезпечення відсутності насильства над жінками і тд. Як один із таких рухів — проект «Чоловіки проти насильства». Це інформаційна програма, направлена на подолання стереотипів щодо культури насильства та обговорення способів уникнення застосування фізичної сили проти інших осіб. Мета проекту — звернутися до чоловіків з приводу присутності насильства в нашому житті. Всі, хто хоче боротися з насильством, можуть приєднатися до нашого руху. Проект функціонує в межах Дніпра та області. Ініціатори планують поширювати в соцмережах відеоролики, в яких місцеві спортсмени закликатимуть чоловіків зупинити насильство.
Ще один варіант чоловічого руху в Україні — «Татошкола». Перші експериментальні групи для батьків-чоловіків почали формуватися у Вінниці ще на початку 2000-х років, але на регулярній основі перша Татошкола почала працювати в 2004 році на базі Вінницького пологового будинку № 2. Ця Тато-школа була створена у партнерстві та співпраці з Вінницькою громадською організацією «ОЛЕГ».
Програма «Татусевої школи» має три напрямки: медичний, гендерний і юридичний. Якщо, засвоюючи медичний напрямок, чоловік дізнається про пологи і те, як на них і після них поводитись, то гендерний напрямок допоможе усвідомити роль жінки у сім'ї і запобігти насильству. А після консультації юриста татусь точно знатиме, як зареєструвати дитину, оформити до допомогу на неї та інше. Розібратись у собі, знати, як діяти у тій чи іншій ситуації, підтримати дружину, стати дбайливим батьком вінницьким чоловікам допомагають лікарі, психологи, юристи. Заняття проходять, в основному, в групах, але й в особистій розмові ніхто не відмовить.
Наразі мережа «Тато-шкіл» працює у Київській, Кіровоградській, Львівській, Харківській, Тернопільській, Івано-Франківській, Полтавській, Житомирській та Донецькій областях.
Міжнародний союз мужніх татусів — громадська організація, яка на добровільних засадах об'єдную розлучених татів-інвалідів, що виховують дітей без рідної матері, а також дітей-інвалідів віком від 16 років з неповних сімей чоловіків-інвалідів. Даний рух акцентує свою увагу на применшенні ролі батька в країні, тому намагається протистояти таким процесам. Основні сфери в яких діє дана ГО — соціальна, консультаційно-юридична та інша допомога дітям.